# Квантова біологія
Квантова біологія відноситься до застосування квантової механіки та теоретичної хімії до біологічних об'єктів та проблем. Багато біологічних процесів, за своєю суттю, є перетворенням певних видів енергії у форми, придатні для хімічних реакцій, та за своєю суттю є ефектами квантової механіки. Такі процеси включають хімічні реакції, поглинання світла, перевід  електронів у збуджений стан, передачу збудження та обмін електронами і протонами (зазвичай іонами водню) в хімічних процесах, таких як фотосинтез, нюх та клітинне дихання. Квантова біологія може використовувати обрахунки, щоб моделювати біологічні ефекти з урахуванням квантової механіки. Квантова біологія пов'язана з впливом нетривіальних квантових явищ які можна пояснити, якщо звести біологічні ефекти до фундаментальної фізики, проте ці ефекти можуть бути складними для вивчення, а також спекулятивними. Поле дослідження не потребує відкриття будь-яких нових фізичних принципів, оскільки дослідження швидкості реакцій та передачі енергії на квантовому рівні вже є добре вивченими. На сьогоднішній день не існує жодних спостережень з квантової біології, які б означали, що квантові ефекти спостерігаються в макроскопічних організмах (окрім мисленнєвих експериментів, наприклад як з котом Шредінгера), або які б могли пояснити виникнення життя.

## Історія
Квантова біологія це вражаюча сфера науки, більшість сучасних досліджень у якій є теоретичними та відносяться до питань, які потребують подальших експериментів. Тому на цю сферу лише недавно звернули увагу, вона була концептуалізована фізиками у 20-му столітті. Піонери квантової фізики бачили, що вона може сзастосовуватись у вирішенні біологічних проблем. Наприклад Ервін Шредінгер  у своїй книзі 1944 року Що таке життя? описував практичне застосування квантової фізики у вивченні біології. Шредінгер ввів ідею "неперіодичного кристалу" який зберігає генетичну інформацію в ковалентних хімічних зв'язках. Також пізніше він припустив, що генетичні мутації виникають внаслідок "квантових стрибків".In 1963, Пер-Олов Льовдін опублікував статтю, про те, що квантове тунелювання є ще одним механізмом мутації ДНК. В своїй роботі він зазначив, що це нова сфера науки, яку назвав "квантовою біологією".

## Застосування

### Фотосинтез

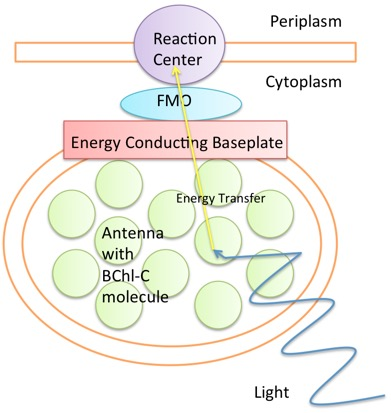
Схема комплексу ФМО. Світло збуджує електрони в антені. Потім збудження передається через різні білки комплексу ФМО до реакційного центру для подальшого фотосинтезу.

Організми, що проходять фотосинтез, спочатку поглинають енергію світла через процес збудження електронів в антені. Ця антена залежить від виду організма. Бактерії можуть використовувати кільцеподібні структури як антени, тоді як рослини та інші організми використовують хлорофільні пігменти для поглинання фотонів. Це збудження електронів створює поділ заряду в місці реакції, який згодом перетворюється в хімічну енергію для використання клітини. Однак це збудження електронів повинно бути передане ефективно та своєчасно, до того, як енергія витратиться на флуоресценцію чи тепловий коливальний рух.
Різні структури відповідають за передачу енергії від антен до місць реакції. Одним з найбільш добре вивчених є комплекс ФМО в зелених сірчаних бактеріях. Дослідження за допомогою електронної спектроскопії показують, що ефективність поглинання та перенесеня електронів до місць де відбувається реакці досягає 99%. Ця висока ефективність не може бути пояснена класичною механікою, наприклад дифузійною моделлю.
Дослідження, опубліковане в 2007 році, вимагало ідентифікації електронної квантової когерентності  при -196   °C (77 K). Подальше дослідження надалі заявляло про надзвичайно довговічну квантову когорентність навть при 4   ° С, що було визначено як причину високої ефективності передачі збудження між різними пігментами на світлозбиральній стадії фотосинтезу. Таким чином, було висунуто припущення, що природа шляхом еволюції розробила спосіб захисту квантової когерентності для підвищення ефективності фотосинтезу. Однак подальші дослідження ставлять під сумнів інтерпретацію цих результатів і присвоюють сигнатури електронної квантової когерентності ядерній динаміці в хромофорах. Повідомлення про неочікувано довгий час квантової когеренції призвели до великої кількості досліджень. Було висунуто низку теорій, якими намагались пояснити заявлену довготривалу когеренцію. Згідно з однією пропозицією, якщо кожна ділянка в комплексі відчуває власний шум наколишнього середовища, а тому  через квантову когерентність і теплове середовище електрон не потрапить в локальний мінімумі, а перейде до місця реакції.  Інша теорія полягає в тому, що тривалість квантової когерентності в поєднанні з тунелюванням електронів створює енергетичну воронку, яка швидко переміщує електрон до місця реакції. Інша робота припускає, що симетрія, присутня в геометричній формі комплексу, може сприяти ефективному перенесенню енергії в реакційний центр таким чином, як і в випадку стану ідеальної передачі в квантових мережах. Однак ретельні контрольні експерименти ставлять під сумнів те, що квантові ефекти тривають довше ніж сто фемтосекунд.

### Мутація ДНК
Дезоксирибонуклеїнова кислота  –  ДНК, є інструкцією для створення білків по всьому організму. Вона складається з 4 нуклеотидів гуаніну, тиміну, цитозину та аденіну. Порядок цих нуклеотидів і є «рецептом» для різних білків.
Щоразу, коли клітина ділиться, вона повинна копіювати ці нитки ДНК. Однак іноді під час процесу копіювання може виникати мутація або помилка в коді ДНК. Теорія, що обгрунтовує мутації ДНК пояснюється в моделі мутації ДНК Лоудіна. У цій моделі нуклеотид може змінювати свою форму через процес квантового тунелювання. Через це змінений нуклеотид втрачає здатність паруватись з оригінальним комплементарним білком, а отже, змінить структуру та порядок ланцюга ДНК.
Вплив ультрафіолетових променів та інших видів випромінювання може спричинити мутацію та пошкодження ДНК. Випромінювання також може змінювати зв’язки вздовж ланцюга ДНК в піримідинах і викликати їх склеювання з самим собою, створюючи димер.
У багатьох прокаріотів і рослин ці зв'язки відновлюються до їх певісної форми за допомогою фотоліази - ферменту, що відновлює ДНК. Як випливає з префіксу, фотоліаза покладається на світло для того, щоб відновити ДНК. Фотоліаза працює зі своїм кофактором FADH, флавін- аденінудинуклеотидом, одночасно відновлюючи ДНК. Фотоліаза збуджується видимим світлом і передає електрон до кофактора FADH-. FADH- який зараз має додатковий електрон, віддає його димеру, щоб розірвати зв’язок і відновити ДНК. Ця передача електрона здійснюється через тунелювання електрона від FADH до димеру. Хоча відстань тунелювання набагато більша, ніж можлива у вакуумі, тунелювання в цьому сценарії, є, як кажуть, «тунелюванням за допомогою суперобміну», і можливе завдяки здатності білка підвищувати ймовірність тунелювання електрона.

### Вібраційна теорія нюху
Процес нюху можна розбити на дві частини; прийом та виявлення хімічної речовини, і надсилання цього виявлення та обробка мозком. Процес виявлення запаху досі є не до кінця вивченим. Одна теорія, названа " теорією форми нюху ", припускає, що певні нюхові рецептори спрацьовують певними формами хімічних речовин, і ці рецептори надсилають мозку певне повідомлення. Інша теорія (заснована на квантових явищах) припускає, що нюхові рецептори виявляють вібрацію молекул, які до них потрапляють, і «запах» обумовлений різними частотами коливання, цю теорію якраз і називають «теорією вібрації нюху».
Теорія вібрацій нюху, описана в 1938 році Малком Дайсоном  але знову згадується Лука Туріном у 1996 р. припускає, що механізм нюху обумовлений рецепторами білка G, які виявляють молекулярні коливання через нееластичне тунелювання електронів, тунелювання, де електрон втрачає енергію, у молекулі.  У цьому процесі молекула заповнила б місце зв'язування з рецептором G-білка. Після зв'язування хімічної речовини з рецептором хімічна речовина потім буде виконувати функцію моста, що передати електрон через білок. Оскільки електрон передається через молекулу, що зазвичай є бар'єром для електронів він втрачає свою енергію через вібрацію молекули, нещодавно звязаної з рецептором, в результаті чого ми можемо відчувати запах молекули.
Хоча теорія вібрації має деяке експериментальне підтвердження  проте експерименти дали спірні результати. В деяких експериментах тварини здатні розрізняти запахи між молекулами різної частоти і однакової структури  інші експерименти показують, що люди не здатні розрізняти запахи різної молекулярної частоти. Однак ця теоріє ще не є спростованою, і навіть було показано, що квантові ефекти впливають на нюх тварин, окрім людей, таких як мухи, бджоли та риби.

### Зір
Зір покладається на квантовану енергію для того, щоб перетвортити світлові сигнали у потенціал дії за допомогою процесу, який називається фототрансдукцією. У фототрансдукції фотон взаємодіє з хромофором у  рецепторі світла. Хромофор поглинає фотон і піддається фотоізомеризації. Ця зміна структури провокує зміну структури фоторецептора і результатом цього є зміна шляхів трансдукції візуального сигналу. Однак реакція фотоізомеризації відбувається з надзвичайною швидкістю  (менше 200 фемтосекунд ). Деякі моделі зазначають, що для цього використовуються квантові ефекти.

#### Наслідки квантового зору
Експерименти показали, що людське око достатньо чутливе навіть для виявлення одного фотона. Можливість реаекції навіть на один фотон може призвести до появи новихтехнологій. Однією з областей розвитку є квантова комунікація та криптографія. Ідея полягає у створенні біометричної системи для ідентифікації ока, використовуючи лише невелику кількість точок по сітківці за допомогою випадкових спалахів фотонів, які «зчитують» сітківку та ідентифікують індивіда. Ця біометрична система дозволила б розшифрувати повідомлення лише певній особі з особливою мапою сітківки.

### Активність ферментів (квантова біохімія)
Ферменти можуть використовувати квантове тунелювання для передачі електронів на великі відстані. Цілком можливо, що четвертинна структура білка могла розвинутися так, щоб забезпечити стійке квантове заплутування та когерентність. Більш конкретно, вони можуть збільшувати відсоток реакцій, за допомогою тунелювання водню. Тунелювання означає здатність честинки з невеликою масою телепортуватись через енергетичні бар'єри. Ця здатність обумовлена принципом взаємодоповнюваності, згідно з яким певні об'єкти мають пари властивостей, які неможливо виміряти окремо без зміни результату вимірювання. Електрони мають властивості як хвилі, так і частинки, а тому вони можуть проходити через фізичні бар’єри як хвиля, не порушуючи законів фізики. Дослідження показують, що передача електронів на великі відстані між окисно-відновними центрами через квантове тунелювання відіграє важливу роль у ферментативній активності фотосинтезу та клітинного дихання. Наприклад, дослідження показують, що тунелювання електронів на великій відстані для порядку 15–30 Å грає велику роль в окисно-відновних реакціях в ферментах клітинного дихання. Без квантового тунелювання організми не змогли б перетворити енергію досить швидко, щоб підтримувати ріст. Незважаючи на те, що ферменти окисно-відновних ділянок дуже сильно відрізняються, електрони успішно переносяться, незалежно від температури (окрім екстремальних умов) та залежно від відстані.  Це говорить про здатність електронів до тунелювання у фізіологічних умовах. Потрібні подальші дослідження, щоб визначити, чи є це специфічне тунелювання когерентним.

### Магніторецепція
Магнітоприйняття відноситься до здатності тварин орієнтуватися, використовуючи магнітне поле Землі. Можливим поясненням магніторецепції є механізм заплутаної пар радикалів. Механізм пар радикалів добре зарекомендував себе в спіновій хімії  і, як вважають, застосовується для магніторецепції. Відношення між одинарною і триплетною парами змінюється через взаємодією заплутаних електронних пар з магнітним полем Землі.  У 2000 році криптохром був запропонований як "магнітна молекула", яка могла б містити чутливі до магнітів пари радикалів. Криптохром, флавопротеїн, який зустрічається в очах вільшанок та інших видів тварин, - єдиний білок, який, як відомо, утворює у тварин фотоіндуковані пари радикалів.  Під час взаємодії зі світловими частинками криптохром проходить через окисно-відновну реакцію, яка утоворює радикальні пари під час фоторедукції і при окисленні. Функція криптохрому є різною для різних видів, проте фотоіндукція пар радикалів відбувається шляхом впливу синього світла, який збуджує електрон у хромофорі. Магніторецепція можлива також у повній темряві, тому механізм повинен більше покладатися на радикальні пари, що утворюються під час незалежного від наявності світла окислення.
Експерименти в лабораторії підтримують основну теорію про те, що на електрони радикальних пар можуть сильно впливати дуже слабкі магнітні поля, тобто  напрямок слабких магнітних полів може впливати на реакційну здатність радикальної пари і, отже, може «каталізувати» утворення хімічних продуктів. Чи застосовується цей механізм для магніторацепції та / або квантової біології, тобто чи магнітне поле Землі «каталізує» утворення біохімічних продуктів за допомогою пар радикалів, не визначено з двох причин. Перша полягає в тому, що парі радикалів, можливо, не потрібно бути заплутаною, що є ключовою квантовою особливістю механізму пар радикалів, щоб грати роль у цих процесах. Існують заплутані і не заплутані радикальні пари. Однак дослідники знайшли докази того, що радикало-парний механізм магніторецепції існує, коли вільшанки, таргани та садові чаротники вже не могли орієнтуватися під дією радіочастоти, яка перешкоджає магнітним полям та хімії радикальної пари. Щоб емпірично визначити, те що заплутаність справді використовується, слід було б розробити експеримент, який міг би порушити заплутані пари радикалів, не порушуючи інших пар радикалів, або навпаки, що спочатку потрібно було б продемонструвати в лабораторних умовах, перш ніж застосовувати його in vivo.

### Інші біологічні застосування
Інші приклади квантових явищ у біологічних системах включають перетворення хімічної енергії в рух  та броунівські двигуни в багатьох клітинних процесах.